# Abd al-Rahman 1.
Abd al-Rahman 1. (født 731, død 30. september 788) var en umayyadisk prins, der var den første emir af Cordoba fra 756 til 788. 
Han flygtede fra Syrien til Spanien, da Umayyade-dynastiet blev væltet af abbasiderne i 750 og grundlagde i 756 det umayyadiske emirat, det senere Córdoba-kalifat, i Al-Andalus på den islamiske Iberiske Halvø).

## Fodnoter
1. ↑  Simonsen, Jørgen Bæk (2. februar 2009). "det spanske kalifat". Den Store Danske (lex.dk online udgave). Hentet 2. august 2010.

## Eksterne links
- Wikimedia Commons har flere filer relateret til Abd al-Rahman 1.

| Islam | Spire Denne islamartikel er en spire som bør udbygges. Du er velkommen til at hjælpe Wikipedia ved at udvide den. |